# Jimin
Park Ji-min, noto semplicemente come Jimin (박지민?, 朴智旻?, Bak Ji-minLR, Pak ChiminMR; Busan, 13 ottobre 1995), è un cantante e compositore sudcoreano. 
Dal 2013 è un membro del gruppo musicale BTS, sotto contratto con la Big Hit Music. Il 24 marzo 2023 ha pubblicato il suo primo album solista Face, il cui singolo Like Crazy l'ha reso il primo solista coreano ad arrivare in vetta alla Billboard Hot 100.

Firma di Jimin

## Biografia

### Infanzia ed istruzione
Jimin è nato il 13 ottobre 1995 nel distretto di Geumjeong a Busan. Suo padre Park Hyun-soo è un ristoratore, e ha un fratello minore. Ha frequentato la scuola elementare Hodong e la scuola media Yonsan nella sua città natale, avvicinandosi contemporaneamente alla danza grazie a un corso di break dance organizzato dalla scuola. In seguito si è iscritto alla Just Dance Academy. Prima di diventare un apprendista idol, ha studiato alla Busan High School of Arts, diventando uno dei migliori studenti nel dipartimento di danza contemporanea. Su suggerimento di un'insegnante, si è iscritto alle audizioni per una compagnia di intrattenimento e nel maggio 2012 è entrato alla Big Hit Entertainment, diventando il settimo e ultimo membro dei BTS. Si è quindi trasferito alla Korean Arts High School di Seul, diplomandosi nel 2014. Ha proseguito con gli studi universitari alla facoltà di Telecomunicazioni e Intrattenimento della Global Cyber University e ha ottenuto un MBA in Media pubblicitari alla scuola di specializzazione della Hanyang Cyber University nel 2020.

### 2013-2021: debutto con i BTS e prime composizioni

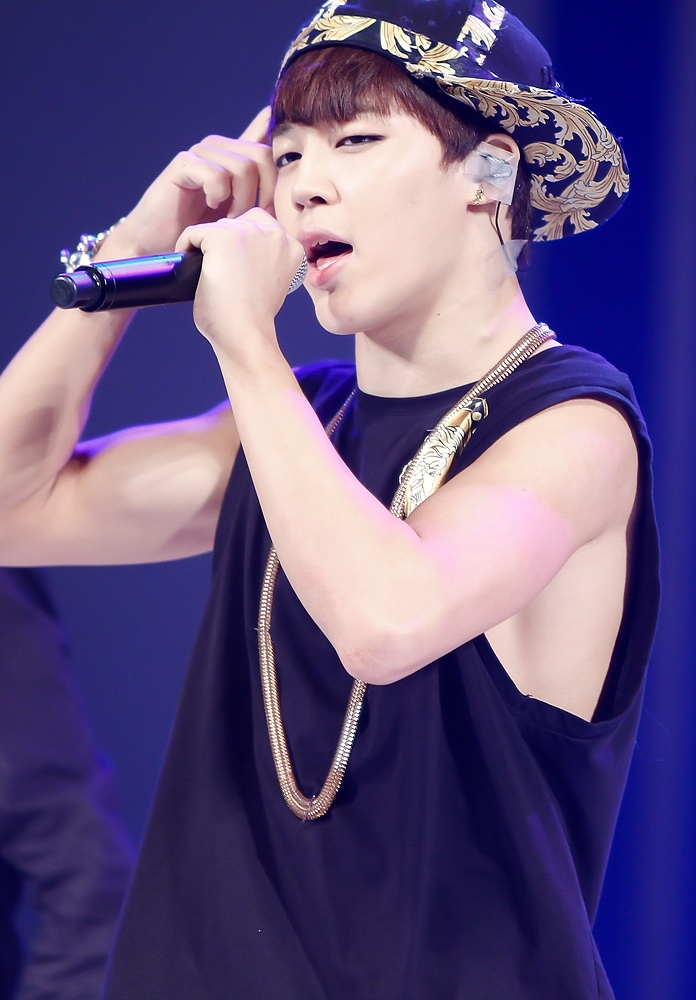
Jimin durante un'esibizione con i BTS al Jeonju Vivid Rock Festival nel 2013.

Il 13 giugno 2013 Jimin ha debuttato come membro dei BTS con l'uscita del single album 2 Cool 4 Skool. Nel 2014, ha collaborato con Jung Kook alla canzone Christmas Day, rifacimento di Mistletoe di Justin Bieber, per la quale ha scritto il testo in coreano. Nel 2016 ha partecipato come ospite ai programmi televisivi Annyeonghase-yo, Naengjanggoreul butakhae e Sin-ui jikjang, e ha fatto da presentatore speciale per Show! Eum-ak jungsim e M Countdown. Per l'album del gruppo Wings ha inciso l'assolo Lie, mentre a dicembre ha duettato al KBS Song Festival con Lee Tae-min degli Shinee. Nel 2017 ha presentato un'altra puntata di M Countdown e il 2 giugno ha realizzato una cover di We Don't Talk Anymore insieme a Jung Kook, oltre a cantare Serendipity per l'EP Love Yourself: Her: la canzone è stata descritta come morbida e sensuale dalla critica, incentrata sulla gioia, la convinzione e la curiosità dell'amore.
Nell'ottobre 2018, gli è stato riconosciuto l'Ordine al merito culturale di quinta classe dal Presidente della Corea del Sud insieme agli altri membri dei BTS. Jimin ha pubblicato la sua prima canzone solista, Promise, il 30 dicembre 2018 su SoundCloud. Descritta da Billboard come una "dolce ballata pop", è stata composta da lui e da Slow Rabbit, che fa anche da produttore. I testi sono opera di Jimin e del leader dei BTS RM.
Nel 2020 ha eseguito Filter nel settimo album in studio del gruppo, Map of the Soul: 7, che è entrato nella classifica Billboard Hot 100 in posizione 87. Nell'album è presente anche un duetto con V dal titolo Friends, co-scritto da Jimin stesso e successivamente inserito nella colonna sonora di Eternals. In seguito è stato project manager per il nono album Be, occupandosi dell'organizzazione dell'opera e della comunicazione tra il gruppo e l'etichetta. Il 24 dicembre ha caricato su SoundCloud l'inedito Christmas Love, che ha firmato insieme a RM e al produttore Slow Rabbit. A luglio 2021 è stato nominato inviato presidenziale speciale per le generazioni future e la cultura dal presidente sudcoreano Moon Jae-in insieme agli altri membri dei BTS, e dotato di passaporto diplomatico per partecipare all'assemblea generale delle Nazioni Unite il 20 settembre.

### 2022-oggi: esordio solista
Il 24 aprile 2022 ha pubblicato il suo primo singolo solista With You, una collaborazione con Ha Sung-woon che ha fatto da colonna sonora al drama Our Blues - Vite intrecciate. L'uscita musicale successiva, il singolo Vibe di Taeyang a cui ha prestato la propria voce, è avvenuta il 13 gennaio 2023; nei mesi seguenti è diventato ambassador globale di Dior e Tiffany. Il 6 marzo Promise e Christmas Love sono state distribuite commercialmente sulle piattaforme musicali in vista dell'uscita del suo album di debutto solista Face il successivo 24 marzo: l'opera si è classificata seconda sulla Billboard 200, segnando il miglior piazzamento per un solista coreano fino a quel momento. Il singolo Like Crazy ha raggiunto invece la prima posizione della Billboard Hot 100, rendendolo il primo cantante solista coreano a raggiungere la vetta della classifica. Successivamente ha registrato il suo secondo album Muse, che è uscito il 19 luglio 2024, mentre Jimin stava svolgendo il servizio militare.

## Vita privata
Nel settembre 2020 è diventato azionista della Hybe, con 68.385 quote a suo nome.
Grazie a una nuova legge promulgata nel 2020 dalla Corea del Sud per gli artisti che hanno contribuito allo sviluppo culturale del Paese, ha potuto posticipare il servizio militare fino al suo 30º compleanno, quando normalmente i maschi sudcoreani devono svolgerlo entro i 28 anni. Il 22 novembre 2023 ha richiesto l'annullamento del rinvio, avviando le pratiche per iniziare la leva, che ha cominciato il 12 dicembre al campo d'addestramento della quinta divisione di fanteria a Yeoncheon. Dopo aver completato le cinque settimane di addestramento base, è stato assegnato a un'unità di artiglieria della quinta divisione di fanteria. È stato congedato l'11 giugno 2025.

## Stile musicale

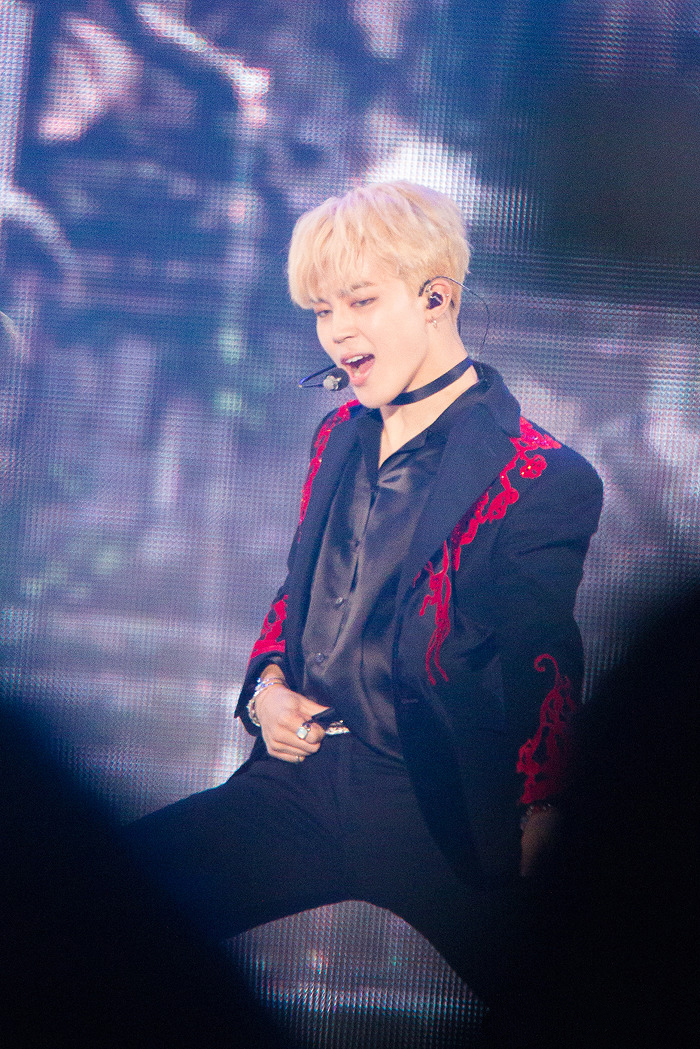
Jimin sul palco dei Melon Music Award nel 2016.

Jimin ha una voce acuta da controtenore che è stata descritta come delicata e dolce, e Lim Hyung-joo, tenore popera membro della giuria dei Grammy, ne ha lodato la dizione chiara e la capacità di produrre acuti e cantare in falsetto. Secondo Jo Jin-young di IZM, il suo assolo Lie "mette in mostra la sua voce con uno sviluppo spettacolare e drammatico", mentre Michelle Hyun Kim di Rolling Stone ha scritto che "ha sviluppato una delle voci più uniche del K-pop: è dolce, con bordi delicatamente affilati, e contorce le vocali come se fossero morbide volute di fumo". È considerato un ballerino eccezionale nei BTS e nel K-pop in generale, noto per i movimenti fluidi ed eleganti e per il suo fascino sul palco. Ha affermato di ritenersi un perfezionista e che anche gli errori più piccoli sul palco lo fanno sentire in colpa e stressato.
Ha citato Rain come una delle ispirazioni e delle ragioni per cui ha voluto diventare un cantante, oltre a Michael Jackson, Chris Brown, Usher, Taeyang e i Big Bang. Ha invece attribuito agli altri membri dei BTS la nascita del suo interesse per la produzione musicale.

## Impatto e influenza
Nel 2016 Jimin si è classificato come 14º idol preferito in un sondaggio condotto da Gallup Korea. Nel 2017 è arrivato al 7º posto e nel 2018 e nel 2019 si è classificato primo.
Da gennaio a maggio 2018, è stato scelto come Top K-Pop Artist mensile ai Peeper x Billboard Award, vincendo una donazione all'UNICEF a suo nome. Nel 2018 è stato la nona celebrità e l'ottavo musicista più twittati al mondo, ed è stato inserito al 17º posto nella lista del The Guardian dei trenta migliori membri delle boy band di sempre.
Nel 2019 ha ricevuto una placca di apprezzamento dalla Società per la conservazione culturale dopo aver eseguito la buchaechum, una danza tradizionale coreana con i ventagli, durante i 2018 Melon Music Award, per averla fatta conoscere nel mondo.
Jimin è spesso citato come modello di ruolo dagli idol più giovani per la presenza scenica, il potere espressivo e l'atteggiamento nei confronti della danza e della propria carriera. Tra di essi figurano Kim Byeong-kwan degli ACE, Wooyoung degli Ateez, Kim Si-hun dei BDC, Wonjin dei Cravity, Hyunho dei D-Crunch, Ni-ki e Jay degli Enhypen, Arthur dei Kingdom, Bic degli MCND, Woochul dei Newkidd, Hyunjin degli Stray Kids, Huening Kai e Beomgyu dei TXT, Sejun dei Victon, Yoo Yong-ha e Kim Jun-seo dei WEi.

## Filantropia
Dal 2016 al 2018 Jimin ha sostenuto i diplomandi della scuola elementare Hodong di Pusan, sua alma mater, coprendo i costi delle uniformi. Quando l'istituto è stato chiuso, ha donato uniformi estive e invernali per le scuole medie ai diplomandi e album autografati all'intero corpo studentesco. Agli inizi del 2019 ha donato 100 milioni di won per il sostegno degli studenti a basso reddito, 30 dei quali sono stati destinati alla Busan Arts High School da lui frequentata in passato. Nel luglio 2020 ha contribuito con 100 milioni di won alla borsa di studio della Jeonnam Future Education Foundation per gli studenti residenti nel Jeolla meridionale in difficoltà finanziarie; la borsa è stata in seguito intitolata a suo nome e destinata a un programma triennale di sostegno agli studi artistici.
A luglio 2021 ha donato 100 milioni di won al Rotary Club di Goseong per la campagna contro la poliomielite. Il 12 ottobre successivo è entrato a far parte del Green Noble Club, destinato a coloro che hanno donato almeno 100 milioni di won alla Green Umbrella Children's Foundation. Nel 2022 ha fatto una donazione d'importo non divulgato all'ufficio istruzione della provincia di Gangwon. A febbraio 2023 ha devoluto 100 milioni di won al comitato sudcoreano dell'UNICEF per il terremoto in Turchia e Siria; la stessa cifra è stata divisa equamente tra dieci istituzioni scolastiche del Chungcheong Settentrionale nel successivo mese di marzo, per finanziare i programmi di educazione alla lettura dei bambini. Nel successivo mese di agosto ha donato 30 milioni alla Busan School of Arts sotto forma di borse di studio. A maggio 2024, ha versato 100 milioni di won all'Ufficio istruzione provinciale del Gyeongsang Meridionale per l'istituzione di una borsa di studio per gli studenti svantaggiati.

## Discografia

### Da solista

#### Album in studio
- 2023 – Face
- 2024 – Muse

#### Singoli
- 2018 – Promise
- 2020 – Christmas Love
- 2022 – With You con Ha Sung-woon (per la colonna sonora di Our Blues - Vite intrecciate)
- 2023 – Vibe (Taeyang feat. Jimin)
- 2023 – Set Me Free Pt.2
- 2023 – Like Crazy
- 2023 – Angel Pt.1 (Kodak Black e NLE Choppa feat. Jimin, Jvke e Muni Long, per la colonna sonora di Fast X)
- 2023 – Angel Pt.2 (Jvke feat. Jimin, Charlie Puth e Muni Long, per la colonna sonora di Fast X)
- 2023 – Closer than This
- 2024 – Smeraldo Garden Marching Band (feat. Loco)
- 2024 – Who

#### Brani gratuiti
- 2014 – 95 Graduation (con V)[83]
- 2014 – Christmas Day (con Jung Kook)[17]

### Con i BTS

#### Album in studio
- 2014 – Dark & Wild
- 2014 – Wake Up
- 2016 – Youth
- 2016 – Wings
- 2018 – Face Yourself
- 2018 – Love Yourself: Tear
- 2020 – Map of the Soul: 7
- 2020 – Map of the Soul: 7 - The Journey
- 2020 – Be

#### Raccolte
- 2014 – 2 Cool 4 Skool/O!RUL8,2?
- 2016 – The Most Beautiful Moment in Life: Young Forever
- 2017 – The Best of BTS
- 2018 – Love Yourself: Answer
- 2021 – BTS, the Best
- 2022 – Proof

### Brani scritti
Crediti tratti dal database della Korea Music Copyright Association, se non diversamente specificato.
- 2013 – Outro: Circle Room Cypher (dei BTS, in 2 Cool 4 Skool)
- 2014 – Christmas Day (di Jimin e Jung Kook, testo)[17]
- 2015 – Boyz with Fun (dei BTS, in The Most Beautiful Moment in Life, Pt. 1)
- 2016 – Lie (dei BTS, in Wings)
- 2018 – Promise (di Jimin)
- 2020 – Friends (dei BTS, in Map of the Soul: 7)
- 2020 – In the Soop (dei BTS, per la colonna sonora di BTS In the Soop)
- 2020 – Fly to My Room dei BTS (in Be)
- 2020 – Skit dei BTS (in Be)
- 2020 – Dis-ease dei BTS (in Be)
- 2020 – Christmas Love (di Jimin)[85]
- 2023 – Vibe (di Taeyang feat. Jimin)
- 2023 – Face-off (di Jimin, in Face)
- 2023 – Like Crazy (di Jimin, in Face)
- 2023 – Alone (di Jimin, in Face)
- 2023 – Set Me Free Pt.2 (di Jimin, in Face)
- 2023 – Like Crazy (versione inglese) (di Jimin, in Face)
- 2023 – Letter (di Jimin, in Face)
- 2023 – Closer than This
- 2024 – Rebirth (Intro) (di Jimin, in Muse)
- 2024 – Interlude: Showtime (di Jimin, in Muse)
- 2024 – Smeraldo Garden Marching Band (di Jimin, in Muse)
- 2024 – Slow Dance (di Jimin, in Muse)
- 2024 – Be Mine (di Jimin, in Muse)

## Filmografia

### Televisione
- Show! Eum-ak jungsim – presentatore, una puntata (2016)
- M Countdown – presentatore, 2 puntate (2016-2017)
- Are You Sure?! (이게 맞아?!?, Ige maj-a?!LR) – reality show, 8 episodi (2024)

## Riconoscimenti
- American Music Award
  - 2025 – Candidatura Artista K-pop preferito[88]
- APAN Star Award[89]
  - 2022 – Candidatura Miglior colonna sonora per With You (con Ha Sung-woon)
- Asia Artist Award[90]
  - 2024 – Miglior musicista (solista)
- Asian Pop Music Award[91][92]
  - 2023 – Top 20 degli album stranieri dell'anno per Face
  - 2023 – Candidatura Miglior artista maschile straniero
  - 2023 – Candidatura Miglior collaborazione per Vibe con Taeyang
- Billboard Music Award
  - 2023 – Candidatura Miglior artista K-pop globale[93]
  - 2023 – Candidatura Miglior canzone venduta per Like Crazy[93]
  - 2023 – Candidatura Miglior album K-pop per Face[93]
  - 2023 – Candidatura Miglior canzone K-pop per Like Crazy[93]
  - 2024 – Candidatura Miglior artista K-pop globale[94]
  - 2024 – Candidatura Miglior canzone K-pop globale per Who[94]
- Circle Chart Music Award[95]
  - 2024 – Candidatura Artista dell'anno (streaming globale) per Like Crazy
- The Fact Music Award[96]
  - 2023 – Premio popolarità IdolPlus
- Golden Disc Award[97]
  - 2024 – Candidatura Miglior canzone digitale per Like Crazy
- Hanteo Music Award
  - 2024 – Artista dell'anno (Bonsang)[98]
  - 2024 – Artista globale (Sud America e Oceania)[98]
  - 2025 – Artista globale[99]
- iHeartRadio Music Awards
  - 2025 – Canzone K-pop dell'anno per Who[100]
  - 2025 – Candidatura Artista K-pop dell'anno[101]
  - 2025 – Candidatura Miglior testo per Who[101]
  - 2025 – Candidatura Preferito sullo schermo per Are You Sure?![101]
- MAMA Award
  - 2022 – Candidatura Miglior colonna sonora per With You (con Ha Sung-woon)[102]
  - 2022 – Candidatura Canzone dell'anno per With You (con Ha Sung-woon)[102]
  - 2023 – Miglior artista maschile[103]
  - 2023 – Candidatura Miglior esibizione di danza per un solista maschile per Like Crazy[104]
  - 2023 – Candidatura Miglior collaborazione per Vibe con Taeyang[104]
  - 2023 – Candidatura Canzone dell'anno per Like Crazy[104]
  - 2023 – Candidatura Artista dell'anno[104]
  - 2024 – Scelta dei fan dell'anno[105]
  - 2024 – Scelta dei fan (uomini) - top 10[105]
  - 2024 – Candidatura Artista dell'anno[106]
  - 2024 – Candidatura Canzone dell'anno per Who[105]
  - 2024 – Candidatura Miglior artista maschile[106]
  - 2024 – Candidatura Miglior esibizione di danza di un solista maschile per Who[106]
- Melon Music Award
  - 2023 – Candidatura Top 10 artisti[107]
  - 2023 – Candidatura Album dell'anno per Face[108]
  - 2023 – Candidatura Millions Top 10 per Face[109]
- MTV Europe Music Awards
  - 2024 – Miglior artista K-pop[110]
- MTV Video Music Awards
  - 2025 – Candidatura Miglior K-pop per Who[111]
- Music Awards Japan
  - 2025 – Candidatura Artista dell'anno[112]
  - 2025 – Candidatura Canzone dell'anno per Who[113]
  - 2025 – Candidatura Miglior artista[113]
  - 2025 – Candidatura Miglior album per Muse[113]
  - 2025 – Candidatura Miglior canzone K-pop in Giappone per Who e Smeraldo Garden Marching Band[114]
- Seoul Music Award
  - 2023 – Candidatura Miglior colonna sonora per With You (con Ha Sung-woon)[115]
  - 2023 – Candidatura Scelta dei fan dell'anno (aprile)[116]
  - 2024 – Bonsang[117]
  - 2025 – Premio Korean Wave[118]

### Guinness dei primati
| Pubblicazione        | Anno | Primato                                                                             | Fonti   |
| -------------------- | ---- | ----------------------------------------------------------------------------------- | ------- |
| Guinness dei primati | 2023 | Solista K-pop uomo che ha raggiunto più velocemente 1 miliardo di stream su Spotify | [ 119 ] |
| Guinness dei primati | 2023 | Canzone più riprodotta su SoundCloud per Promise                                    | [ 120 ] |
| Guinness dei primati | 2023 | Canzone più riprodotta su SoundCloud in 24 ore per Promise                          | [ 120 ] |